# Остроленка
Остроле́нка (пол. Ostrołęka) — город в Польше на реке Нарев, входит в Мазовецкое воеводство. Занимает площадь 33,20 км². Население — 53 758 человек (на 2006 год).
В честь победы русских войск 26 мая 1831 года в сражении при Остроленке, в Оренбургском казачьем войске получил наименование Остроленский посёлок (ныне в Нагайбакском районе Челябинской области).

## История
14 (26) мая 1831 года состоялось сражение под Остроленкой.
После событий сентября 1939 года приграничный город Германии с Белорусской ССР
В сентябре 1944 года за мужество и отвагу, проявленные при овладении городом и крепостью Остроленка, приказом Верховного Главнокомандующего СССР 878-й стрелковый полк 290-й стрелковой дивизии получил наименование Остроленковский.

## Известные уроженцы и жители
- Г. И. Анфилов — русский поэт.
- П. Г. Богданов (1904—1942) — деятель ВКП(б), первый секретарь Кустанайского обкома и горкома партии. Депутат Совета Союза Верховного Совета СССР 1 созыва. Входил в состав особой тройки НКВД СССР.
- В. Гомулицкий (1848—1919) — польский поэт, беллетрист и литературный критик.
- А. Я. Изаксон — советский архитектор.

## Фотографии

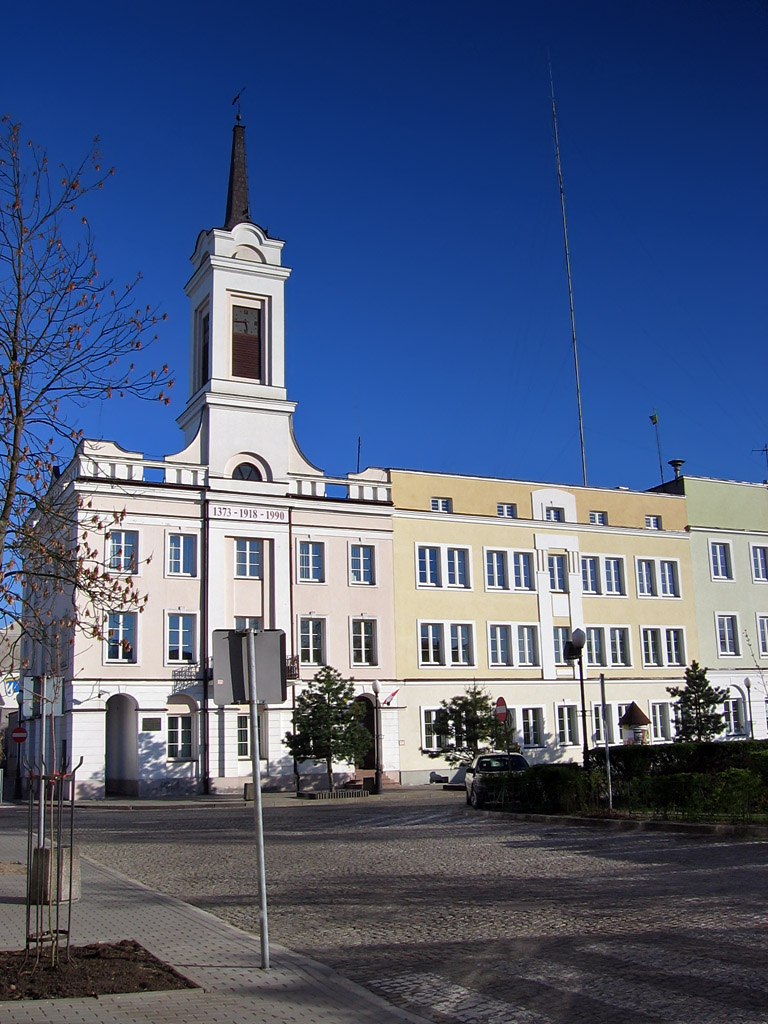
Ратуша
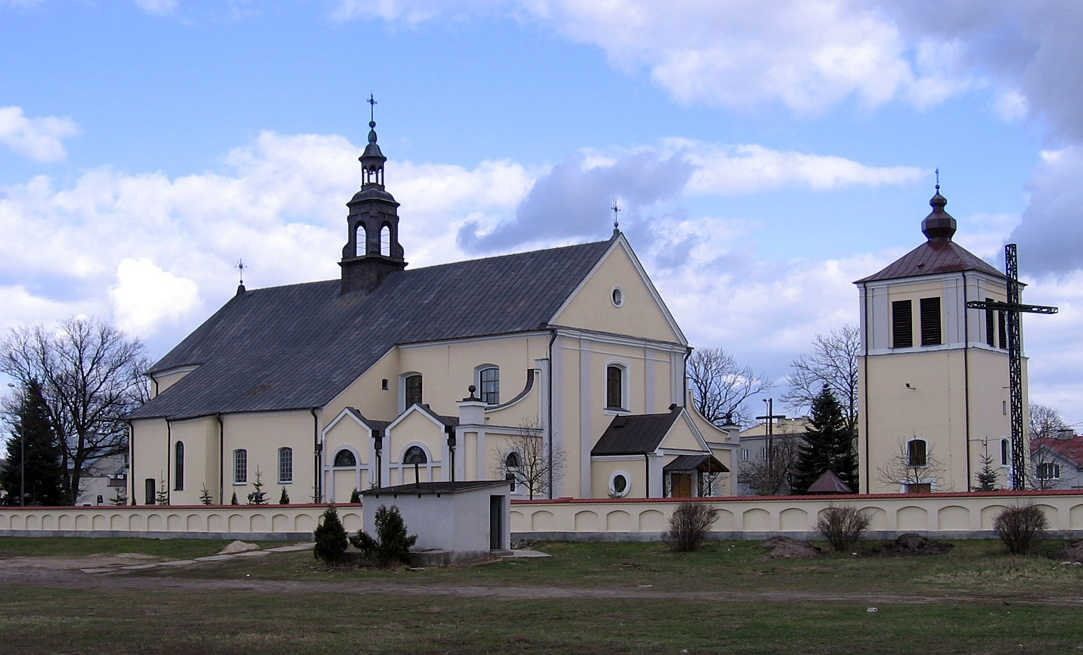
Костёл
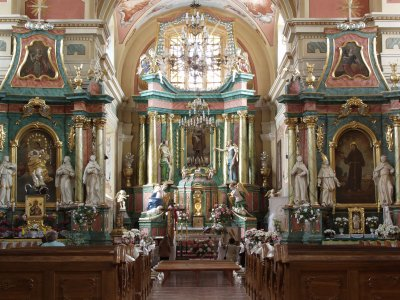
Внутри монастыря
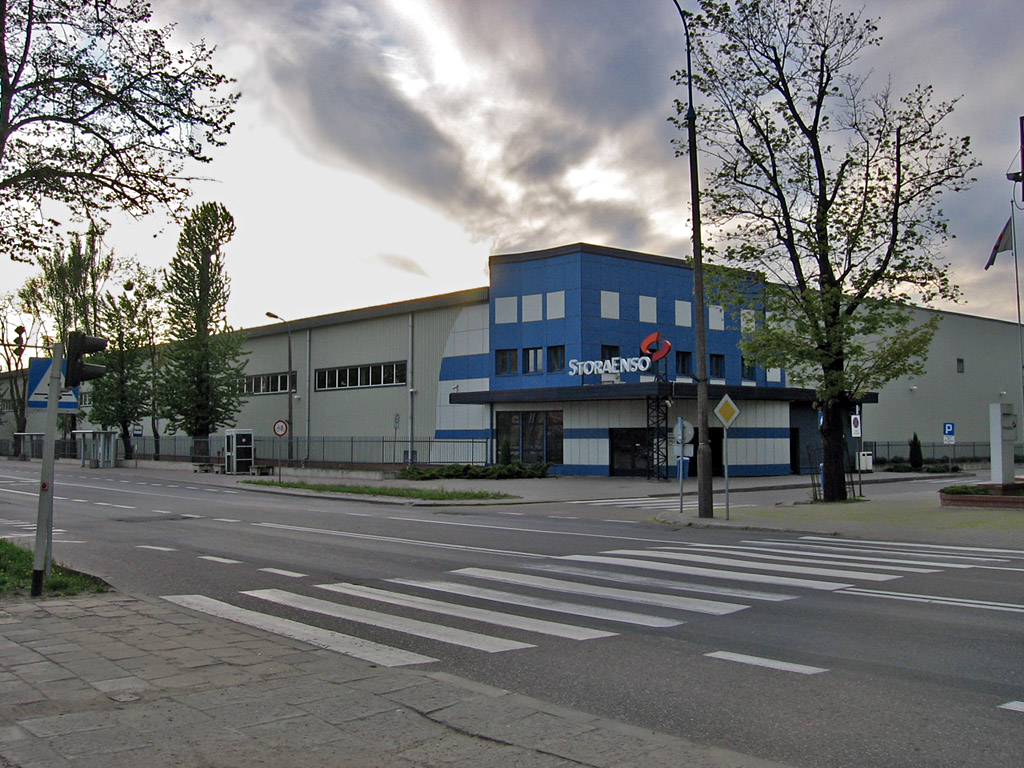
Здание компании Stora Enso Poland
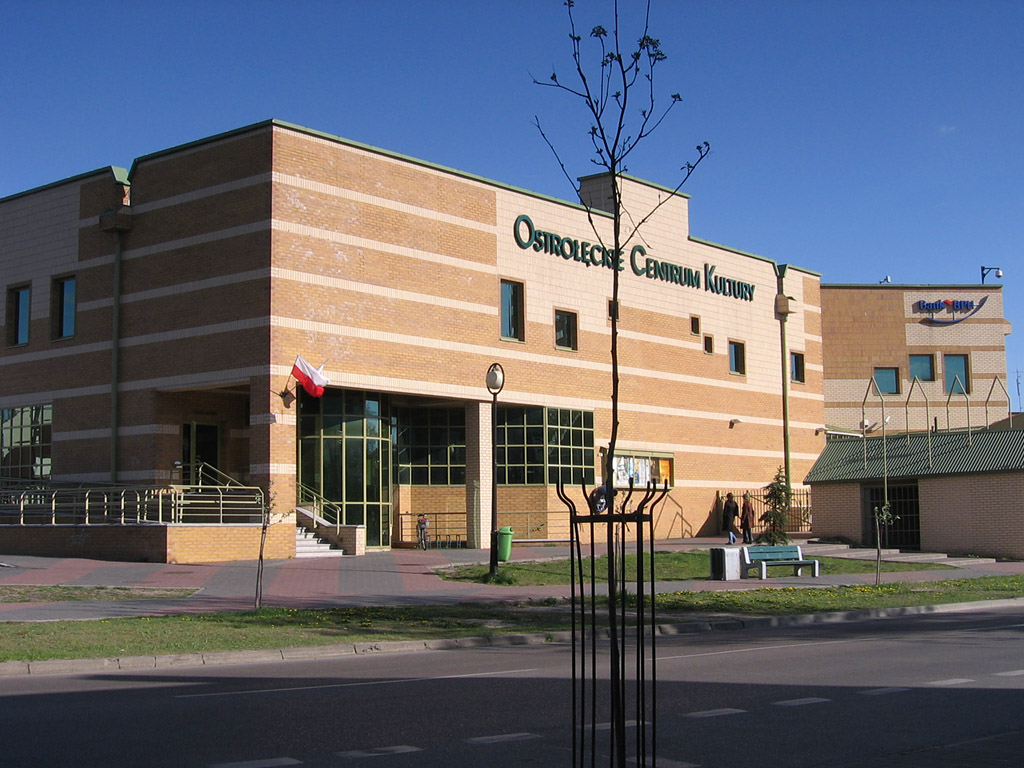
Остроленковский культурный центр (поль.)
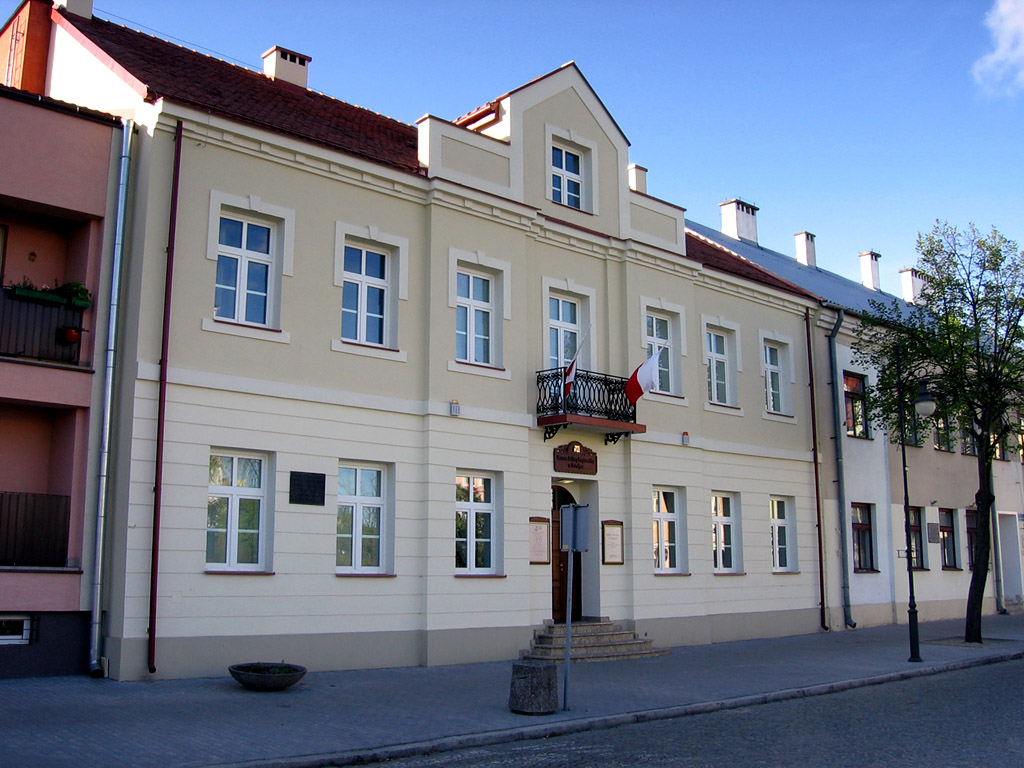
Музей в Остроленке (поль.)
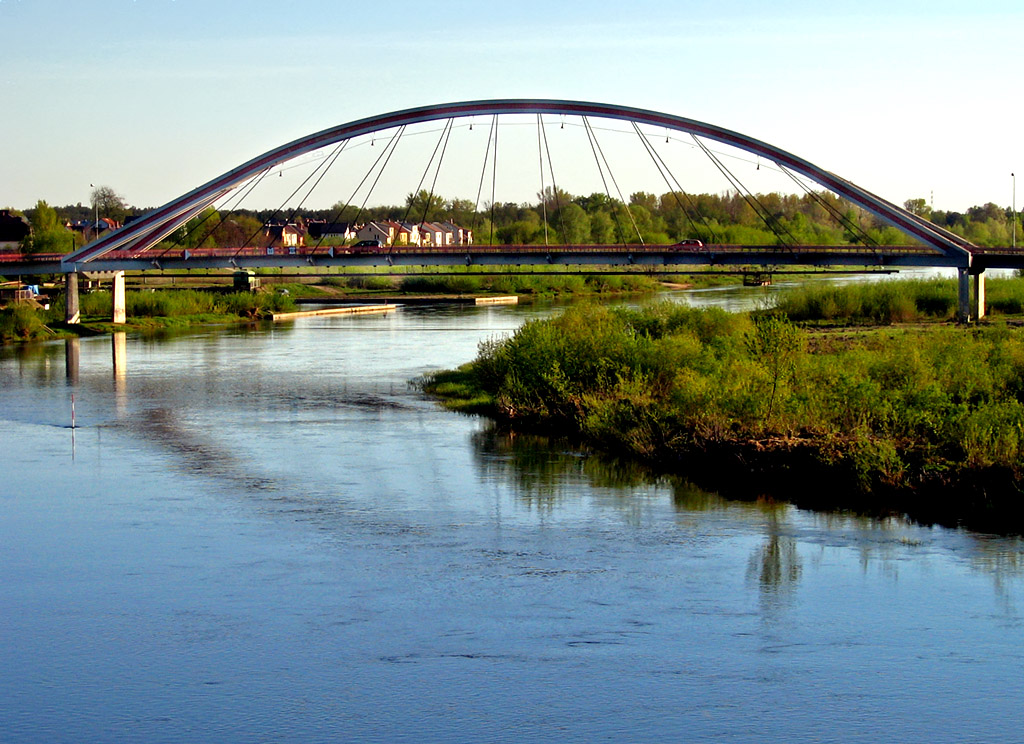
Мост имени Мадалинского (поль.)
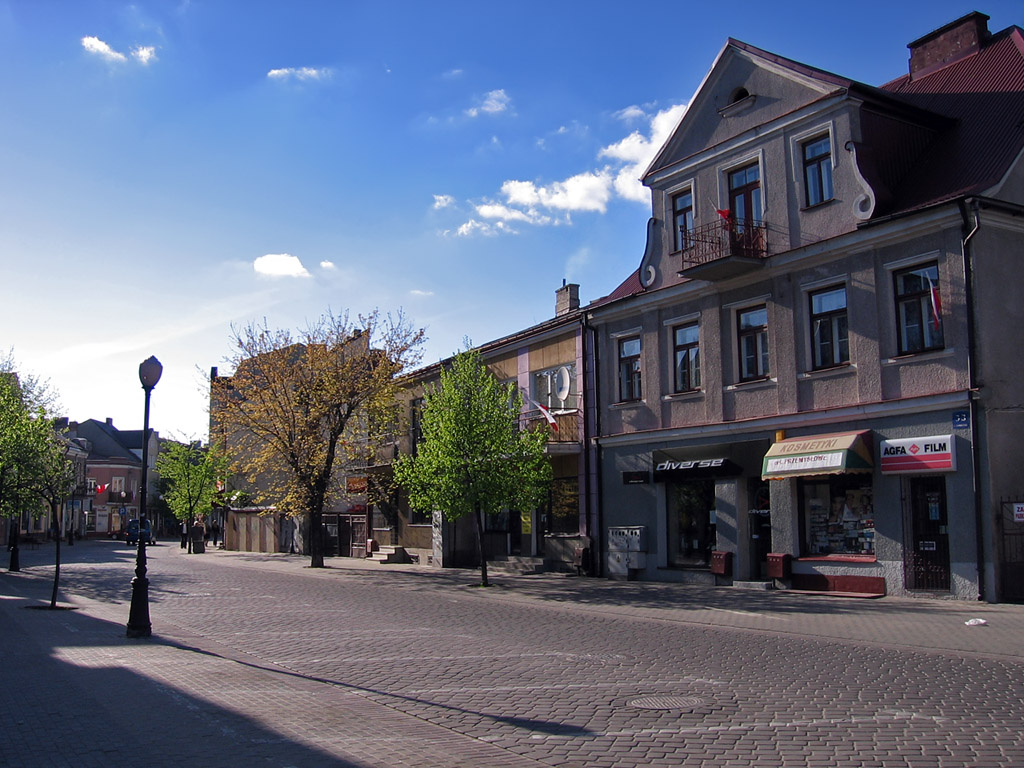
Улица Гловацкого